# Tetragnatha tuamoaa
Espèce
Tetragnatha tuamoaa est une espèce d'araignées aranéomorphes de la famille des Tetragnathidae.

## Distribution
Cette espèce est endémique des îles de la Société en Polynésie française,. Elle se rencontre sur Moorea et Raiatea.

## Description
Le mâle holotype mesure 9,0 mm et la femelle paratype 11,0 mm.

## Publication originale
- Gillespie, 2003 : Spiders of the genus Tetragnatha (Araneae: Tetragnathidae) in the Society Islands. Journal of Arachnology, vol. 31, p. 157-172 (texte intégral).